# Peterhouse

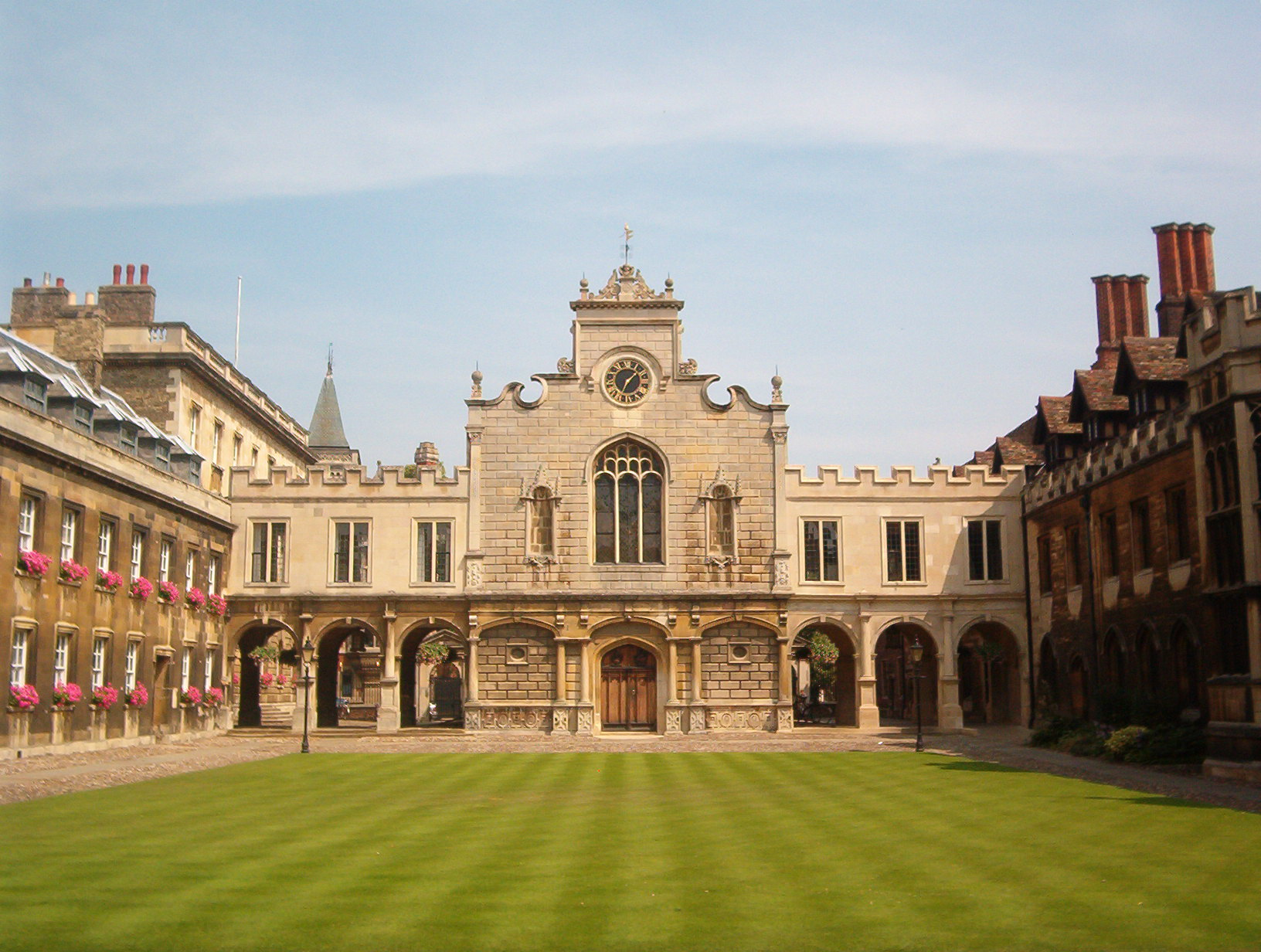
Old Court, Peterhouse

Peterhouse is een van de constituerende colleges van de Universiteit van Cambridge in Engeland.
Peterhouse is het oudste van de 31 colleges, in 1284 door de Engelse bisschop Hugo de Balsham gesticht als St. Peter's College, vernoemd naar Petrus. Het college werd vervolgens benoemd als Peterhouse College en Peterhouse. Met in totaal 370 studenten is het tevens het kleinste college binnen de universiteit. De huidige Master is BBC-correspondent Bridget Kendall, die in juli 2016 de eerste vrouwelijke Master van het college werd.
Het college is een van de rijkste van Cambridge met zo'n £270 miljoen aan bezittingen, waaronder een aantal gebouwen in het centrum van Londen. Het oudste bouwwerk op de campus is de eetzaal, gebouwd in de 13e eeuw aan de zuidzijde van Old Court. Deze eetzaal, het oudste seculiere gebouw ter wereld dat nog steeds gebruikt wordt voor zijn oorspronkelijke doel, wordt nog steeds dagelijks gebruikt door studenten en medewerkers. Iedere avond vindt er, naast het gewone diner (bekend als "Hall"), ook een formeel diner plaats, bekend als "Formal hall". Studenten worden bij deze gelegenheid geacht hun academische toga te dragen.
De wetenschappers Lord Kelvin, Henry Cavendish en Sir Frank Whittle, hebben aan Peterhouse gestudeerd. Het college heeft in zijn historie bovendien vijf Nobelprijswinnaars voortgebracht. Archer Martin en Michael Levitt studeerden er, Sir John Kendrew, Sir Aaron Klug en Max Perutz waren aan Peterhouse verbonden als fellow. De van origine Nederlandse barokmusicus en -componist Pieter Hellendaal was jarenlang vaste organist van de Collegechapel, alwaar hij ook begraven ligt.

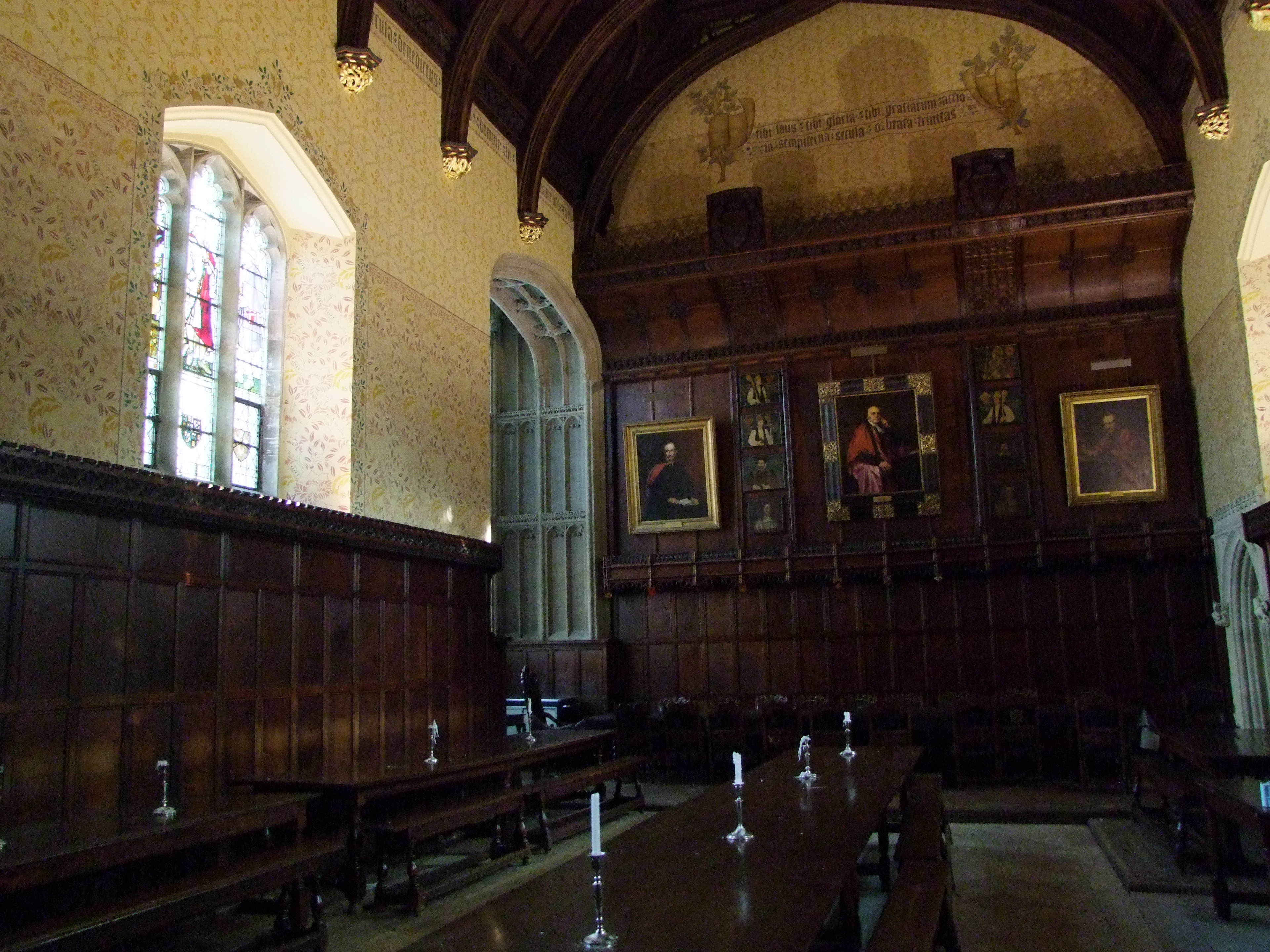
De oude eetzaal